# マヌエル・モライス
マヌエル・アントニオ・モライス・バレリオ（Manuel Antonio Morais Valerio, 1998年2月3日 - ）は、ベネズエラ・ミランダ州カラカス出身のサッカー選手。セグンダ・ディビシオン・CDルーゴ所属。ポジションはFW。

## クラブ経歴
リーガFUTVEのモナガスSCのユースから2015年にポルトガルのCDトンデラのユースチームを経て、2016年にCDルーゴのカンテラに入所。2018年に傘下のSDCポルボリンに昇格。8月27日のテルセーラ・ディビシオン(4部リーグ)のSDコンポステラ戦でプロデビュー、9月2日のアロサSC戦でプロ初ゴールを記録。2018-19シーズンは4部リーグで27試合3ゴールを記録。翌2019-20シーズンは4部リーグで18試合11ゴールと二桁得点を記録。2019年12月2日のCDアス・ポンテス戦では、前半23分からの途中出場ながらハットトリックを達成した。
2020年7月3日、トップチーム昇格が決まり、ルーゴと2021年までの契約を締結。同月12日のジローナFC戦でトップチーム初出場した。